# Extremister
Extremister: En berättelse om politiska våldsverkare i Sverige är en facklitterär bok från 2007 av Magnus Sandelin, utgiven på Bokförlaget DN.
I boken utreder Sandelin extremister från tre olika samhällsgrupper – en nazistcell, en militant vänstergrupp samt en grupp som säger sig tillhöra en svensk gren av al-Qaida. Boken bygger på intervjuer och egna erfarenheter. Det dras många paralleller och kopplingar mellan de olika grupperna trots deras ideologiska olikheter. Boken blev 2007 nominerad för pris i kategorin "läsning" av tidningen Nöjesguidens Göteborgsedition.